# Adrian Palmer, 4. Baron Palmer

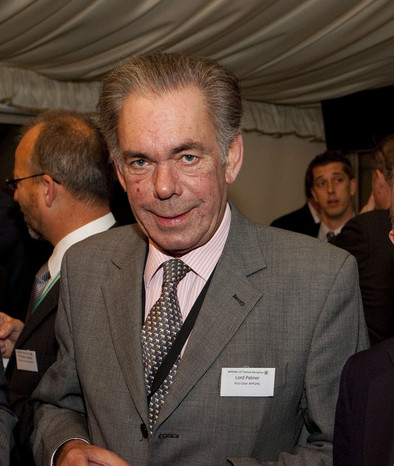
Adrian Palmer, 4. Baron Palmer

Adrian Bailie Nottage Palmer, 4. Baron Palmer (* 8. Oktober 1951; † 10. Juli 2023) war ein britischer Peer, der von 1990 bis 2023 Mitglied des House of Lords war.

## Leben
Palmer wurde als Sohn von Hon. Sir Gordon Palmer, dem jüngeren Sohn des Cecil Palmer, 2. Baron Palmer, und dessen Gattin Lorna Bailie geboren.
Er selbst besuchte das Eton College und arbeitete zunächst im Familienbetrieb, dem Biskuithersteller Huntley & Palmers, ehe er zwischen 1974 und 1977 als Manager bei dem Unternehmen Biscuits Belgium beschäftigt war. Nachdem er 1979 ein Studium im Fach Landwirtschaft an der University of Edinburgh abgeschlossen hatte, nahm er eine Tätigkeit als Landwirt auf. In der Folgezeit engagierte er sich von 1980 bis 1990 auch als Mitglied des Rates der Historic Houses Association for Scotland sowie zeitgleich von 1981 bis 1999 der Historic Houses Association. Daneben war er von 1986 bis 1992 auch schottischer Vertreter bei der Europäischen Grundbesitzerorganisation sowie zeitgleich zwischen 1987 und 1993 Mitglied des Rates der Föderation schottischer Grundbesitzer. Des Weiteren war er Sekretär der Royal Caledonian Hunt.
Beim Tod seines Onkels Raymond Palmer, 3. Baron Palmer, wurde er 1990 dessen Nachfolger als Baron Palmer und damit Mitglied des House of Lords. Als mit dem House of Lords Act 1999 der Anspruch erblicher Peers auf einen Parlamentssitz abgeschafft wurde, gehörte Lord Palmer zu den Erbpeers, die von ihren Standesgenossen gewählt wurden, als deren Repräsentant im House of Lords zu verbleiben. Im Parlament gehörte er der parteilosen Fraktion der Crossbenchers an und war von 1990 bis 1996 Mitglied der Royal Company of Archers.
Daneben engagierte er sich weiterhin in der Historic Houses Association for Scotland und war zwischen 1993 und 1994 deren Vize-Vorsitzender, ehe er von 1994 bis 1999 Vorsitzender war. Darüber hinaus ist er seit 1994 Vorsitzender des Country Sports Defence Trust sowie seit 2001 Präsident der British Association of Biofuels (BABFO). Lord Palmer fungierte ferner seit 2007 als Sekretär der Vereinigung schottischer Peers.
Er war in erster Ehe von 1977 bis 2004 mit Cornelia Dorothy Katharine Wadham und in zweiter Ehe von 2006 bis 2013 mit Loraine McMurrey verheiratet. Aus erster Ehe hinterließ er eine Tochter und zwei Söhne, darunter sein Titelerbe Hugo Palmer, 5. Baron Palmer.